# Боримир Перкович
Боримир Перкович (хорв. Borimir Perković) — хорватський колишній футболіст та наразі футбольний менеджер.
За час своєї клубної кар'єри він зіграв за велику кількість клубів Хорватії, забивши більше 50 голів.
Кар'єру менеджера він розпочав в «Інтер-Запрешич» у 2008 році, після чого на короткий час подався у Саудівську Аравію. А в 2012 році повернувся в Інтер.

## Титули і досягнення

### Як гравець
- Володар Кубка Хорватії (2):

«Інтер» (Запрешич): 1992
«Осієк»: 1998-99